# 道之驛

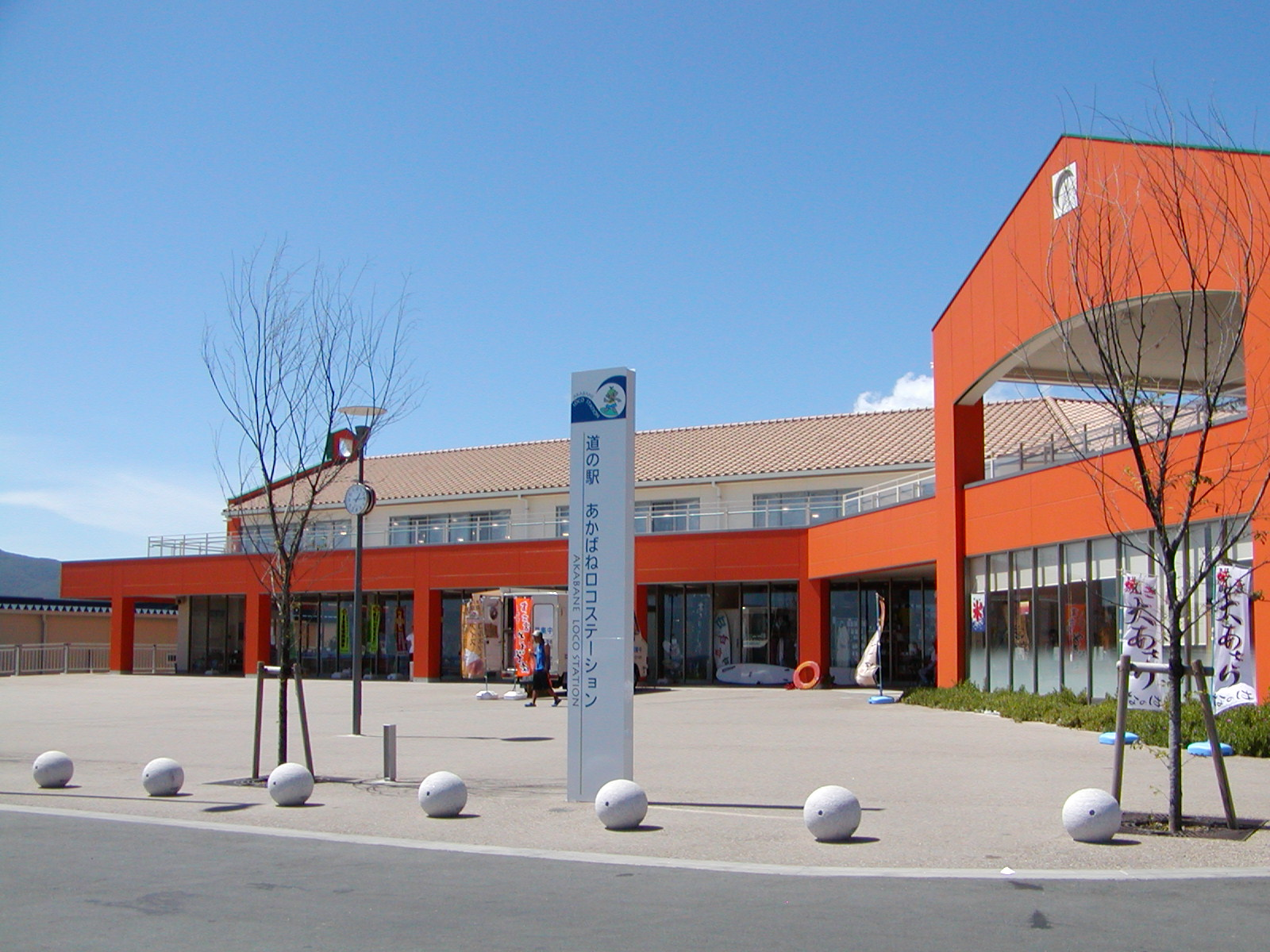
位於愛知縣田原市、日本國道42號旁的道之驛「道之驛赤羽根Loco Station」（道の駅あかばねロコステーション）。

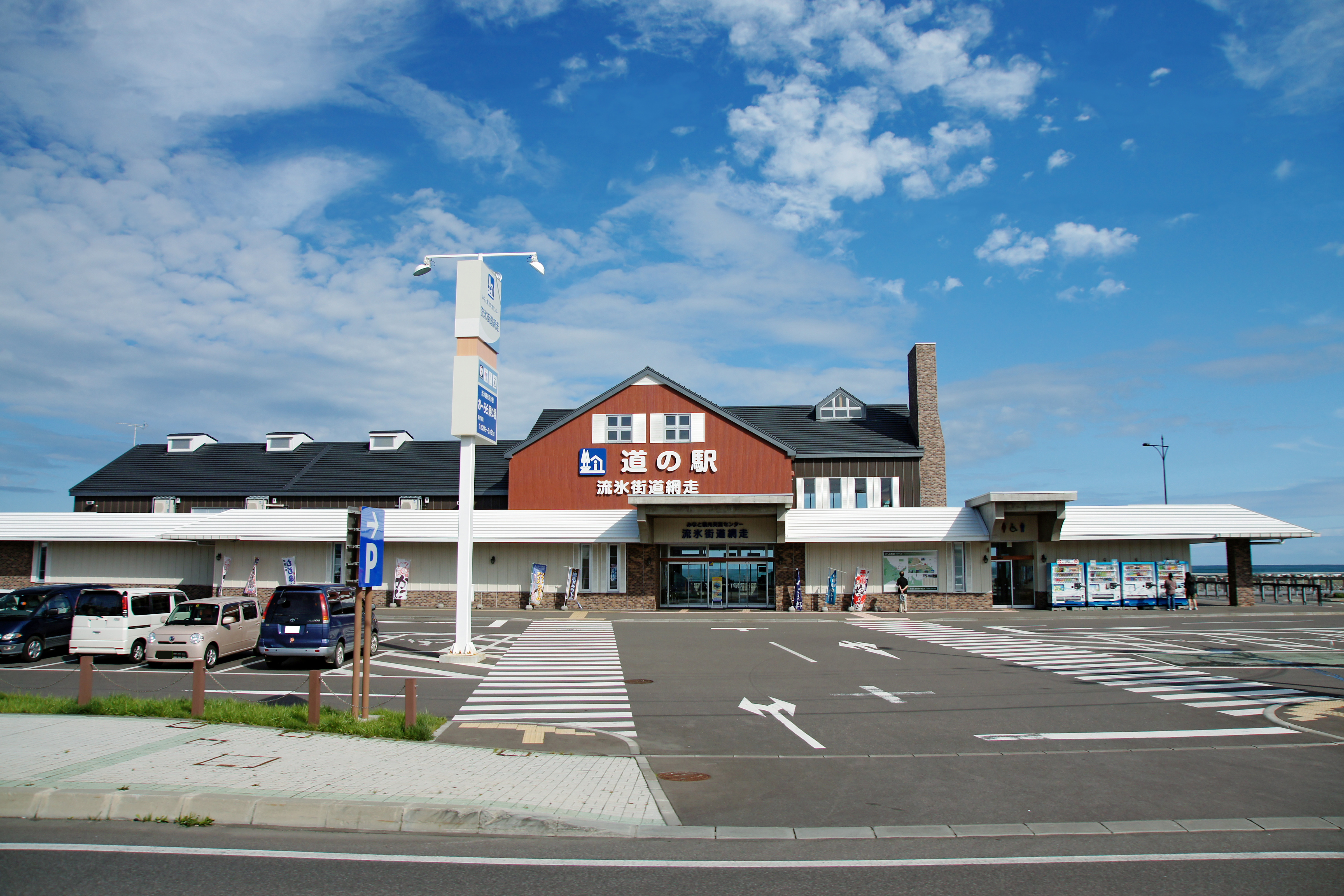
位於北海道網走市、北海道道1083號旁的道之驛「道之驛流冰街道網走」。

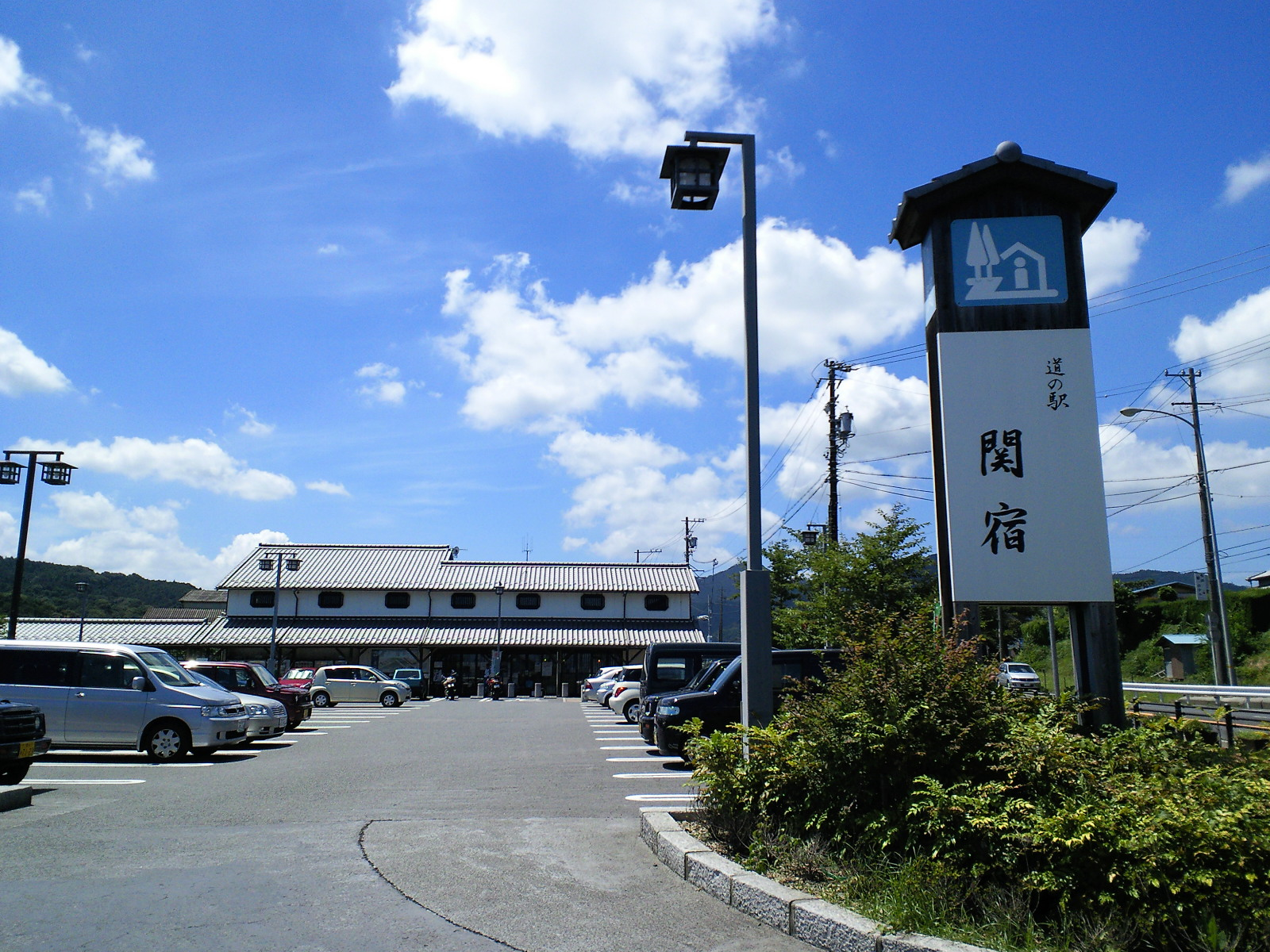
道之驛經常與鐵路車站共構或比鄰設置，例如位在三重縣龜山市、日本國道1號旁的道之驛「道之驛關宿」就是一個緊鄰在鐵路車站旁（JR西日本關西本線關車站）的例子。

道之驛（日语：／ Michi no eki，官方英譯為Road Station）是一種日本公路設施。1991年計畫啟動，由國土交通省（制度開始時仍稱為「建設省」）負責登錄認可。道之驛通常都擁有24小時皆可提供服務的停車場、廁所、無限網路、充電與多語言旅客服務中心之類可提供訊息的設施，但除此之外，也常可在道之驛內見到與當地文化、知名景點、特產有關的各種商業或服務活動，例如農產物直賣所、商店與餐廳等集中出現。
此外，隨著道之驛的設立，在新潟縣中越地震、東日本大震災、熊本地震等災害中也成為災害支援、臨時避難場所、緊急車輛中轉基地等，也發現其能發揮顯著作用。直到2024年2月16日为止，日本全國共登記有1,213個道之驛。

## 定義與簡介
道之驛並不能隨意設計，根據日本最初定義，對於一般的道路利用的外地旅客而言，道之驛需具有在陌生地區提供安心休憩的機能；對於旅客或道之驛所在地當地的民眾而言，道之驛需具有發送推介、廣告情報的機能；對於以道之驛為中心的鄰近地區而言，道之驛需具有提攜地方發展的機能。符合這三點定義並通過官方單位登記審核的設施單位，才能冠上「道之驛」之名營運。
道之驛其作用非常類似設置在高速公路（日语：高速道路）的服務區（和製英語中稱為「（Service Area）」，SA）與休息區（和製英語中稱為「（Parking Area）」，PA）等公路設施。但主要是指一種設置在一般公路旁、具有休憩、車輛服務與振興地方等綜合功能的小型多元道路設施，為開放式設計與社區自助產生的精神，是最大的不同之處。舉例來說就類似於台灣高速公路休息區與台61西濱休息站的分工。

## 發展概要

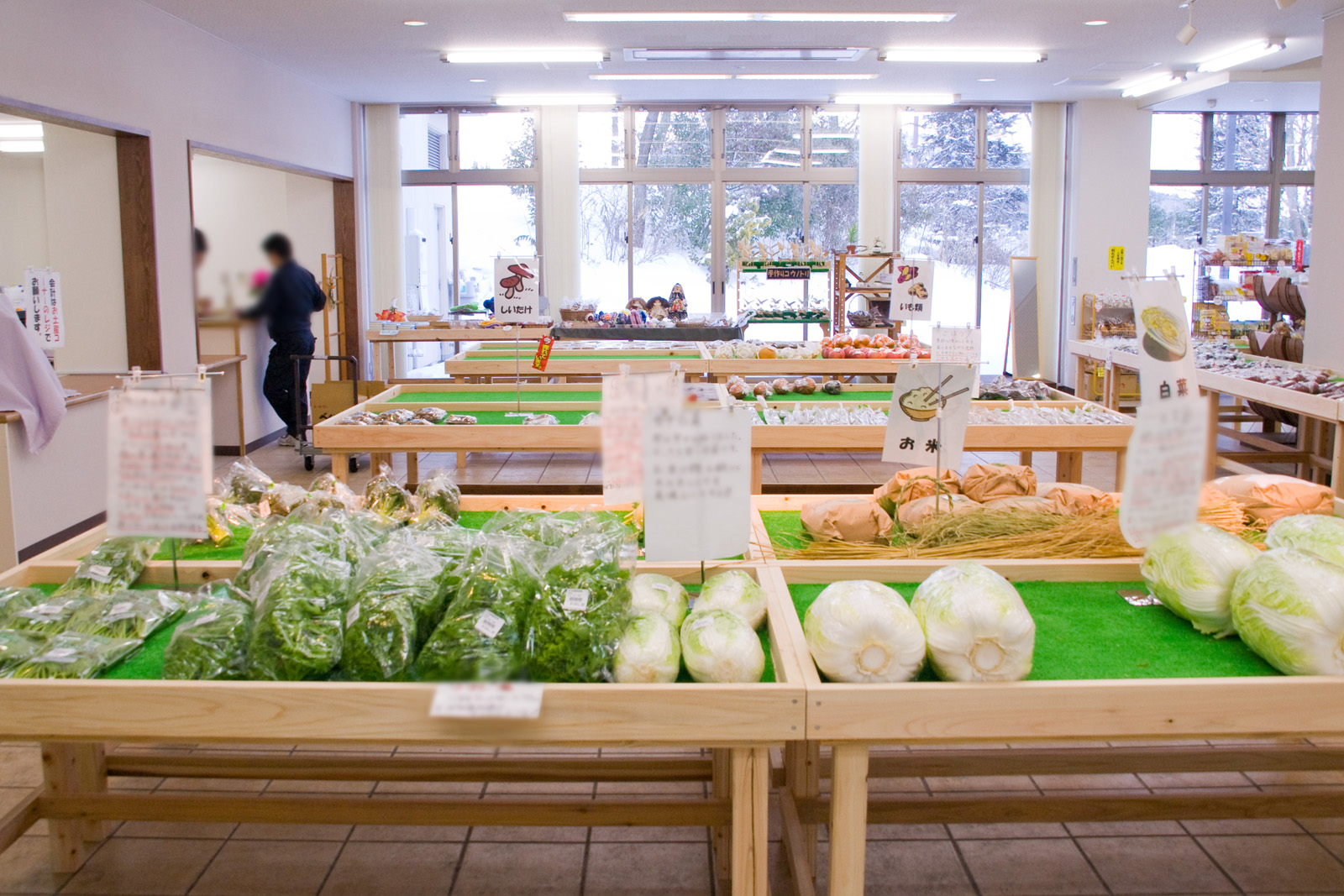
道之驛內地方農產品直銷

以往日本的高速道路雖然設有24小時自由使用的服務區（SA）與停車區（PA），然而一般道路就沒有類似的休息設施。地方上，設有停車場方便車輛進入的商業設施雖可作為休息所，但實際上只有想要消費的人才可使用，也非24小時自由開放。私人經營的餐廳以及商店，除了沒有辦法滿足人人皆可使用的休息設施之外，也不能做到地方活化的資訊發送據點的目的。

### 解決素質不一與資源零散
基於以上的問題，「道之驛」制度的成立就是參考引進這些成功案例，不但成為了滿足民眾對一般道路24小時休息設施的需求，設施也不僅只提供給外地駕駛，在當地民眾自己利用上，也能集中利用社區資源，快速的成為當地文化、景點、特產等的服務站，並可作為用路人與地方民眾交流，以及促進地方社區營造、提升地方活力的據點。
基本的設立條件，它必須具有24時間休息功能、資訊傳播功能和地方合作功能，只要滿足這些條件就可申請註冊登錄。但原則上由市町村當地政府牽頭，做為道之驛的設置者。道之驛作為產官合作計畫，可免除省廳各自為政的溝通障礙，由各自治體與國土交通省一同合作，系統性地開發結合地方振興與道路休息機能的設施。
故，道之驛的整備方式就可分為一體型與單獨型。一體型是由道路管理者（國家（地方整備局）與都道府縣等）計畫設置並開發簡易停車區時，由道路管理者提供休息機能（停車場、休息設施等）與資訊提供機能，做為設置者的市町村等負責開發地方振興機能（物販餐飲設施、休憩設施與相關停車場等）。單獨型則是休息機能、資訊提供機能、地方振興機能皆由設置者市町村開發。無論何種，實際的營運除了設置者市町村直營外，也有透過公益法人、指定管理者制度下的民間企業管理的案例。
與高速公路從頂層下去設計服務區或停車區不太一樣，道之驛是地方自然產生的，故他的間距沒有辦法有明確的標準。大致上的間隔盡量約在10公里左右。若是間隔10公里以下，將依特性、交通量、當地實際狀況的差異進行綜合評估，不過開放式道路是一定要的，因此，當自動車專用道路的服務區、停車區也註冊為作為「道之驛」時，需要能從一般道路進出和使用。

### 道之驛的計畫歷史與升級
1991年（平成3年）開始在山口縣、岐阜縣和栃木縣開始試點，1993年（平成5年）4月全國首次登錄了103個道之驛。之後，開始在地方幹道（國道與主要地方道）進行整備，不僅促進了地方農產品銷售，道之驛成為類似門面廣告牌的作用，內部資訊傳播的大大改善，也為鄉下帶來了觀光客與地區經濟，獲得各地廣大迴響。
2000年（平成12年），數量突破550所，而過去東京等大都市周邊沒有道之驛的情況，也在2007年（平成19年）4月八王子市開設（八王子瀧山）後，達成47都道府縣皆有道之驛的里程碑。

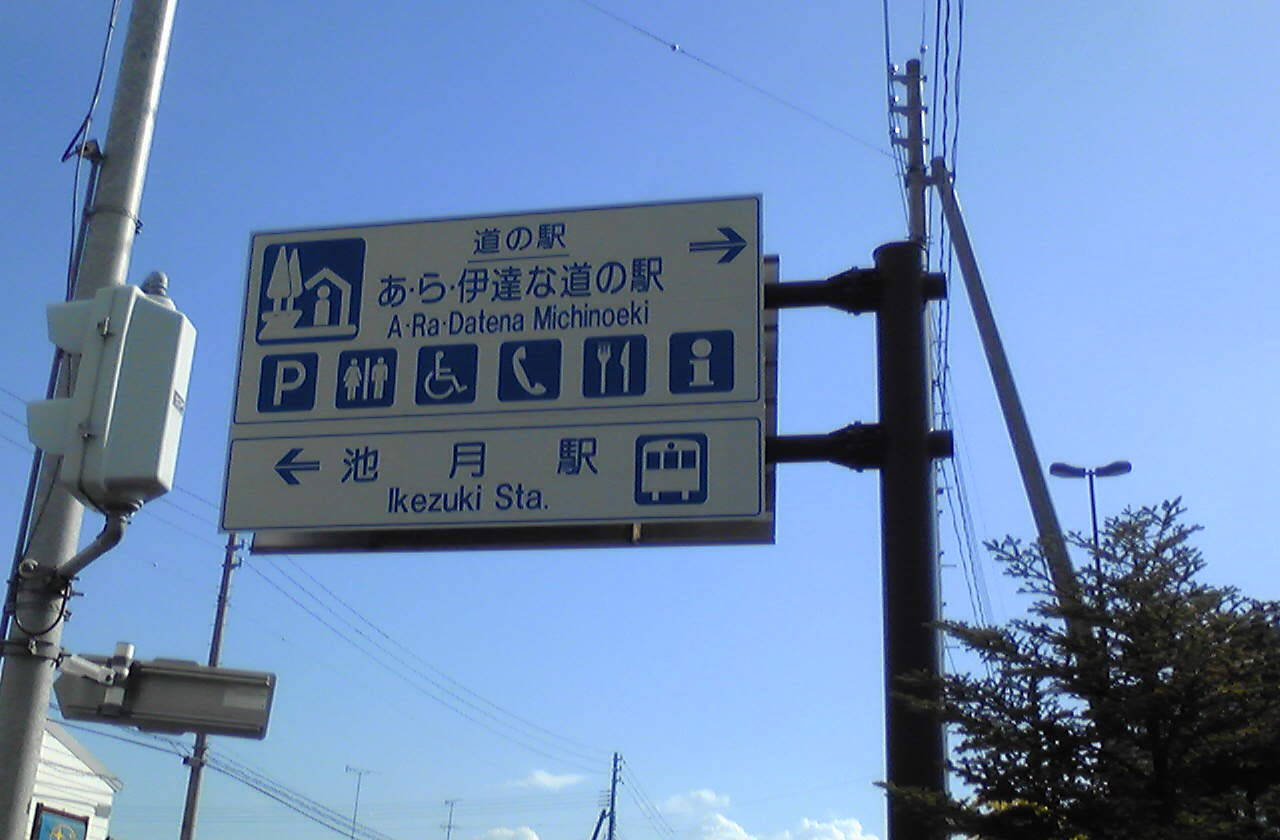
道之驛引導標誌範例

2014年（平成26年）4月1日，道路標誌、分界線和道路標線的規定修正，正式訂定道之驛的引導標誌。
2012年，全國「道之驛」聯絡會成立，2015年獲得第7屆日本行銷獎。在一些地區，道之驛會成立交流組織，並合作舉辦集章活動。例如福島縣有會津道之驛交流會（會津地方）、福島「道之驛」交流會（全縣），東北地方全體有東北「道之驛」連絡會。

## 資料來源
1. ↑  熊野稔「東日本大震災における「道の駅」の被災と震災対応」日本建築学会シンポジウム論文集『東日本大震災からの教訓、これからの新しい国つくり』（2012年3月）479 - 482頁
2. ↑  熊野稔「東日本大震災における東北「道の駅」調査から20年目を迎えた「道の駅」の防災化への方向性について」『地域開発』2013年4月号【特集】防災拠点として注目される「道の駅」（日本地域開発センター、2013年4月1日）52 - 58頁
3. ↑   (PDF). 国土交通省道路局. 2024-02-16  [2024-02-16]. （原始内容存档 (PDF)于2024-10-07） （日语）.
4. ↑  . 道の駅 公式ホームページ. 全国道の駅連絡会（National Michi-no-Eki Association）.   [2022-10-10]. （原始内容存档于2022-12-17） （日语）.
5. ↑  国土交通省.  (PDF). 2013-09  [2022-07-30]. （原始内容存档 (PDF)于2023-12-05）.
6. ↑  聯合新聞網. . 旅遊.   [2024-10-23] （中文（臺灣））.
7. 1 2 3 4  浅井建爾 2001，第148–149頁.
8. 1 2  ロム・インターナショナル（編） 2005，第196頁.
9. 1 2 3  浅井建爾 2015，第168頁.
10. 1 2 3 4  峯岸邦夫 2018，第32頁.
11. ↑  . 国土交通省.   [2022-07-30]. （原始内容存档于2023-12-05）.
12. ↑  国土交通省道路局路政課道路利用調整室.  (PDF). 道路行政セミナー2003年11月号 (東京都文京区: 一般財団法人 道路新産業開発機構). 2003-11: 53–54  [2023-05-18]. （原始内容存档 (PDF)于2023-08-10）.
13. ↑  事業内容：道の駅・サービスエリア （页面存档备份，存于） ダイナック（2017年12月21日閲覧）
14. ↑  ロム・インターナショナル（編） 2005，第196–197頁.
15. ↑  . 国土交通省道路局. 2014-04-01  [2014-04-04].
16. ↑  【なるほど！ルーツ調査隊】「道の駅」始まりはトイレ 民のアイデア「我が町」の自覚 （页面存档备份，存于）『日本経済新聞』夕刊2022年10月31日くらしナビ面（2022年11月23日閲覧）
17. ↑  第7回日本マーケティング大賞 （页面存档备份，存于） 日本マーケティング協会（2022年11月23日閲覧）
18. ↑  . 福島の産直野菜が人気の道の駅｜道の駅あいづ　湯川・会津坂下.   [2023-08-09]. （原始内容存档于2024-05-21）.
19. ↑  abukuma_unn. . 2019-08-29  [2023-08-09] （日语）.
20. ↑  . 東北「道の駅」連絡会｜東北「道の駅」の公式情報サイト.   [2023-08-09]. （原始内容存档于2024-10-08） （日语）.

## 外部連結
- （日語）北海道的道之驛 （页面存档备份，存于）
- （日語）東北地方的道之驛 （页面存档备份，存于）
- （日語）關東地方的道之驛 （页面存档备份，存于）
- （日語）北陸地方的道之驛 （页面存档备份，存于）
- （日語）中部地方的道之驛 （页面存档备份，存于）
- （日語）近畿地方的道之驛 （页面存档备份，存于）
- （日語）中國地方的道之驛 （页面存档备份，存于）
- （日語）四國地方的道之驛 （页面存档备份，存于）
- （日語）九州的道之驛 （页面存档备份，存于）
- （日語）沖繩的道之驛 （页面存档备份，存于）